# Alfred Vogel (Musiker)
Alfred Vogel (* 1972 in Bregenz) ist ein österreichischer Schlagzeuger, Perkussionist und Produzent. Musikalisch bewegt er sich von frei improvisierter Musik über Modern Jazz, Groove- und Afro-Beat, Singer/Songwriter und  Pop- und Rockbands bis zur Vertonung von filmischen Inhalten.

## Leben
Vogel studierte Wirtschaftspädagogik in Innsbruck (1999) und besuchte währenddessen Jazz-Workshops bei Alex Deutsch, Billy Hart und Wolfgang Muthspiel. 1999 hielt er sich für einige Monate in New York auf und nahm Unterricht bei Billy Ward, Memo Ascevedo, Bobby Sanabria und Ben Perowsky.
Als Schlagzeuger und Perkussionist ist er in Pop/Rock/Jazz-Formationen seit den 2000er Jahren tätig. Europaweite Tourneen erfolgten mit The Kilimandscharo Dub & Riddim Society, HANG EM HIGH, Die Glorreichen Sieben, Intensivstation, the Brendan Adams Trio, CeCe Rogers Nuphunk, XPQ21, Hendrix Ackle, Ankunft, Peter Madsens CIA, Peter Madsens CIA Trio, Souldepartment, Rene Moseles Ramblin.
Seit 2004 betreibt Vogel zusammen mit dem Schlagzeuger Valentin Schuster das Label „Boomslang Records“. Als Produzent und Schlagzeuger war er im eigenen Tonstudio aktiv. Als künstlerischer Leiter ist er mit Schuster seit 2007 für das Festival „bezaubeatz“ im österreichischen Bregenzerwald und für die Jazz&-Reihe am Spielboden Dornbirn seit 2014 tätig.
Seit Herbst 2011 wurde die „Vogelperspektive“ in fünf Alben veröffentlicht; mit Musikern aus Deutschland, der Schweiz, Österreich, Frankreich, Finnland, Ghana und den USA erschienen Spontanaufnahmen in Duo-, Trio- und Quartett-Besetzungen. Die Süddeutsche Zeitung schrieb dazu: „Ein exzellentes Beispiel für [die] … vielleicht erst jetzt erlangte Universalität einer Musik, die man einst Jazz genannt hat, ist die Compilation „Vogelperspektive Vol. 1“ (Boomslang Rec.) des Vorarlberger Schlagwerkers Alfred Vogel.“ „Unter Teilnahme von Stars aus Übersee und Freunden von Nebenan [wird] aus dem Moment heraus eine stilistisch so vielfältige Musik geschaffen … Terra incognita gleich ums Eck.“

## Diskografie (Auswahl)
- 2024 Camila Nebbia, Leo Genovese, Alfred Vogel: Eyes to the Sun
- 2022 Blechbaragge: Liebe Grüße vom Neusiedler See (Boomslang, mit Andreas Broger, Johannes Bär)[2]
- 2020 Hang Em High: The Kidnapping of Ståle Storløkken (mit Lucien Dubuis, Radek „Bond“ Bednarz, Ståle Storløkken)[3]
- 2019 Alfred Vogel / Sylvie Courvoisier: Pulse
- 2018 Ronny Graupe / Laura Schuler / Alfred Vogel: Kwestia (Boomslang)
- 2015 KDRSociety: Dance for Peace
- 2014 Peter Madsen´s CIA Trio: Elvis Never Left the Building (playscape recordings)
- 2014 Freiwild: Lucien Dubuis/Alfred Vogel
- 2013 Peter Madsen/Alfred Vogel: Soul of the Underground
- 2013 Peter Madsen´s CIA Trio: Transformation (HGBS, mit Herwig Hammerl)
- 2013 Hang Em High (Gig Ant, mit Lucien Dubuis, Radek „Bond“ Bednarz)
- 2013 Vogelperspektive Vol. 5
- 2012 Peter Madsen & the CIA Strings: Gravity of Love (Playscape Recordings, mit Herbert Walser, Dominik Neunteufel, Aleksandra Lartseva, Monica Tarcsay, Simon Frick, Bianca Riesner)
- 2012 Vogelperspektive Vol. 2, 3 und 4
- 2011 Vogelperspektive Vol. 1 (Boomslang)[4]
- 2010 The Brendan Adams Group: Better Days (Boomslang)
- 2010 Collective of Improvising Artists Thousand Miles Journey (Boomslang, mit Anton Meusburger, Herbert Walser, Johannes Bär, Aleksandra Lartseva, Bianca Riesner, Norbert Dehmke, Andreas Broger, Alain Wozniak, Peter Madsen, David Helbock, Dominik Neunteufel, Marc Vogel)
- 2007 Kilimandscharo Dub & Riddim Society: Live at Jazzit Salzburg
- 2007 Kofi Quarshie/Alfred Vogel: Nightdrummer
- 2005 Kilimandscharo Dub & Riddim Society: Last Flight from Rwanda
- 2004 Stefan Latt/Alfred Vogel: Ankunft
- 2004 los tequila sharks: Duoaufnahmen (Boomslang, mit «DD Lee», Christof Waibel, Wolfgang Hämmerle)
- 2003 Alfred Vogels giggos gaggos oirmuos (Boomslang)
- 2002 Toni.Eberle.Band: Geflutet (Alfie)

## Musik zu Theaterproduktionen
- 1999 Zorn, Westend Bregenz
- 2005 King, Tanztheater, Feldkirchfestival
- 2010 Solo Duo Trio Tanztheater, Tanzufer, Feldkirch
- 2011 Die sieben Todsünden, Theater Kosmos, Bregenz